# Американская история ужасов: Апокалипсис
«Американская история ужасов: Апокалипсис» (англ. American Horror Story: Apocalypse) — восьмой сезон американского телесериала «Американская история ужасов». Сезон является кроссовером первого и третьего сезонов. Премьера сезона состоялась 12 сентября 2018 года на канале FX.

## Сюжет
Действия Апокалипсиса разворачиваются на Западном побережье США в ближайшем будущем. После ядерного взрыва, который уничтожает мир, действия переносятся в Аванпост 3, подземный бункер, который был создан для того, чтобы укрывать конкретных выживших с сильным генетическим составом. Вильгемина Венабл (Сара Полсон) и Мириам Мид (Кэти Бэйтс) управляют бункером, пытаясь уничтожить тех, кто там живёт. Среди людей, которые оказались в этом месте, есть парикмахер Мистер Галлант (Эван Питерс), его бабушка Иви (Джоан Коллинз), ведущая ток-шоу Дайна Стивенс (Адина Портер), её сын Андре (Джеффри Бауэр-Чепман), дочь миллиардера Коко Сен-Пьер Вандербильт (Лесли Гроссман), её помощница Мэллори (Билли Лурд) и пара Тимоти Кэмпбелл (Кайл Аллен) и Эмили (Эш Сантос), все из которых сталкиваются с натиском двух женщин. Тем не менее, Майкл Лэнгдон (Коди Ферн), Антихрист, прибывает и начинает наводить хаос; он намеревается перевезти тех, кто достоин в особое место, называемое «Святилищем».
Позже прибывают уже знакомые нам персонажи: Корделия Гуд (Сара Полсон), Мэдисон Монтгомери (Эмма Робертс) и Миртл Сноу (Фрэнсис Конрой), также возвращаются и остальные ведьмы из Шабаша, такие как Зои Бенсон (Таисса Фармига), Куинни (Габури Сидибе), Мисти Дэй (Лили Рэйб) и Нэн (Джейми Брюэр). События переносятся на несколько лет назад, чтобы показать, что именно привело мир к катастрофе. Также действия происходят и в Доме-убийце, зрители встречают множество знакомых лиц.

## Актёрский состав

### Основной состав
- Сара Полсон — Вильгельмина Венабл, Корделия Гуд и Билли Дин Ховард
- Эван Питерс — мистер Галлант, Джеймс Патрик Марч, Тейт Лэнгдон и Джефф Фистер
- Адина Портер — Дайна Стивенс
- Билли Лурд — Мэллори
- Лесли Гроссман — Коко Сен-Пьер Вандербильт
- Коди Ферн — Майкл Лэнгдон
- Эмма Робертс — Мэдисон Монтгомери
- Шайенн Джексон — Джон Генри Мур
- Кэти Бэйтс — Мириам Мид и Дельфина Лалори

### Специально приглашённые актёры
- Фрэнсис Конрой — Миртл Сноу и Мойра О'Хара
- Билли Айкнер — Брок и Матт Наттер
- Джоан Коллинз — Иви Галлант и Бабблз Макги
- Лили Рэйб — Мисти Дэй
- Стиви Никс — в роли самой себя
- Карло Рота — Антон Лавей
- Дилан Макдермотт — доктор Бен Хармон
- Конни Бриттон — Вивьен Хармон
- Таисса Фармига — Зои Бенсон и Вайолет Хармон
- Джессика Лэнг — Констанс Лэнгдон
- Анджела Бассетт — Мари Лаво

### Второстепенный состав
- Кайл Аллен — Тимоти Кэмпбелл
- Эшли Сантос — Эмили
- Эрика Ирвин — Кулак
- Джеффри Бауэр-Чепман — Андре Стивенс
- Габури Сидибе — Куинни
- Джон Джон Брионес — Ариэль Августус
- Билли Портер — Бехолд Шабли
- Б. Д. Вонг — Болдуин Пеннипекер

### Приглашённые актёры
- Чад Джеймс Бьюкенан — Стю
- Шон Блэйкмор — агент Кооператива
- Лесли Фера — агент Кооператива
- Дина Мейер — Нора Кэмпбэлл
- Трэвис Шульдт — мистер Кэмпбэлл
- Уэйн Пер — мистер Кингери
- Наоми Гроссман — Саманта Кроу
- Мина Сувари — Элизабет Шорт
- Сэм Кинси — Боригард «Бо» Лэнгдон
- Селия Финкельштейн — Глэдис
- Лэнс Реддик — Папа Легба
- Джейми Брюэр — Нэн
- Сандра Бернхард — Ханна
- Гарриет Сэнсом Харрис — Мэделин
- Доминик Берджесс — Фил
- Марк Иванир — Николай II
- Эмилия Арес — Анастасия Николаевна
- Евгений Карташов — Яков Юровский

## Эпизоды
| № общий | № в сезоне | Название                                            | Режиссёр             | Автор сценария            | Дата премьеры    | Произв. код | Зрители США (млн) |
| --- | ---------- | --------------------------------------------------- | -------------------- | ------------------------- | ---------------- | ----------- | ----------------- |
| 85 | 1          | «Конец» «The End»                                   | Брэдли Букер         | Райан Мёрфи и Брэд Фэлчак | 12 сентября 2018 | 8ATS01      | 3,08              |
| Весь цивилизованный мир погиб в атомной войне. Избранные сумели спастись в убежищах, заранее подготовленных таинственным Кооперативом. Порядки в них царят более чем странные.                                     |            |                                                     |                      |                           |                  |             |                   |
| 86 | 2          | «На следующее утро» «The Morning After»             | Дженнифер Линч       | Джеймс Вонг               | 19 сентября 2018 | 8ATS02      | 2,21              |
| Посланец Кооператива обещает отобрать достойных и увезти в более безопасное место. Остальные останутся каннибалам. Жители убежища спешат подставить друг друга, чтобы спастись самим.                              |            |                                                     |                      |                           |                  |             |                   |
| 87 | 3          | «Запретный плод» «Forbidden Fruit»                  | Лони Перистер        | Мэнни Кото                | 26 сентября 2018 | 8ATS03      | 1,95              |
| Лэнгдон сталкивается с неожиданным противником. Венабл и мисс Мид, желая гарантировать себе спасение, придумывают жестокий план. Коко получает привет из прошлой жизни. Зрители встречают старых знакомых.         |            |                                                     |                      |                           |                  |             |                   |
| 88 | 4          | «А может, это... Сатана?» «Could It Be... Satan?»   | Шери Фолксон         | Тим Майнир                | 3 октября 2018   | 8ATS04      | 2,02              |
| За три года до конца света жили-были колдуны, мечтавшие победить ведьм. Им повезло: нашёлся мальчик с поразительными магическими способностями. Вот только ограничится ли он поставленной задачей?                 |            |                                                     |                      |                           |                  |             |                   |
| 89 | 5          | «Чудо-мальчик» «Boy Wonder»                         | Гвинет Хордер-Пейтон | Джон Дж. Грей             | 10 октября 2018  | 8ATS05      | 2,12              |
| Корделию посещает ужасное видение будущего. Мид устраняет препятствия на пути Майкла. Он проходит испытание Семи Чудес, возвращая из ада ещё одну ведьму.                                                          |            |                                                     |                      |                           |                  |             |                   |
| 90 | 6          | «Возвращение в Дом-убийцу» «Return to Murder House» | Сара Полсон          | Кристал Лиу               | 17 октября 2018  | 8ATS06      | 2,01              |
| Мэдисон и Бехолд, изображая любящих супругов, покупают дом, где родился Майкл. У них задание: выведать у тамошних призраков подробности о его детстве. Результаты расследования поражают...                        |            |                                                     |                      |                           |                  |             |                   |
| 91 | 7          | «Предатель» «Traitor»                               | Дженнифер Линч       | Адам Пенн                 | 24 октября 2018  | 8ATS07      | 1,85              |
| Ведьмы призывают на помощь обитателей Голливуда и загробного мира. Корделия отклоняет сделку с привратником ада. Коко открывает в себе новый талант и получает первое задание. Обнаруживается следующая Верховная. |            |                                                     |                      |                           |                  |             |                   |
| 92 | 8          | «Визит» «Sojourn»                                   | Брэдли Букер         | Джош Грин                 | 31 октября 2018  | 8ATS08      | 1,63              |
| Лишившись помощников, Майкл впадает в отчаяние и готов отказаться от планов по уничтожению мира, но обретает новых последователей. Они помогают ему воссоздать Мид.                                                |            |                                                     |                      |                           |                  |             |                   |
| 93 | 9          | «Поджигай и властвуй» «Fire and Reign»              | Дженнифер Арнольд    | Аша Мишель Уилсон         | 7 ноября 2018    | 8ATS09      | 1,65              |
| Майкл, незаметно направляемый Джеффом и Маттом, разрабатывает сценарий Апокалипсиса. Ведьмы готовятся держать осаду, но предательница снимает их чары. Мэллори пытается спасти семью Николая II.                   |            |                                                     |                      |                           |                  |             |                   |
| 94 | 10         | «Апокалипсис не сегодня» «Apocalypse Then»          | Брэдли Букер         | Райан Мёрфи и Брэд Фэлчак | 14 ноября 2018   | 8ATS10      | 1,83              |
| Ведьмы принимают меры против Апокалипсиса. Их план осуществляется, но не совсем так, как задумано. Мэллори выполняет свою миссию. Мир восстановлен. Но...                                                          |            |                                                     |                      |                           |                  |             |                   |

## Производство

### Разработка
12 января 2017 года шоу было продлено на восьмой сезон с премьерой, назначенной на 12 сентября 2018 года. В октябре 2016 года сосоздатель сериала Райан Мёрфи объявил о кроссовере между предыдущими сезонами «Дом-убийца» и «Шабаш». В январе 2018 года Мёрфи подметил, что сезоном-кроссовером вероятнее всего станет девятый сезон, однако в июне 2018 года он объявил, что им был выбран восьмой сезон. Он также отметил, что действие сезона будет разворачиваться в будущем, в октябре 2019 года, и по своему тону он будет похож на сезоны «Психбольница» и «Шабаш».
19 июля 2018 года, на фестивале «Комик-Кон», было объявлено, что сезон получил название «Апокалипсис».

### Кастинг
1 октября 2017 года было объявлено, что Сара Полсон вернётся в восьмой сезон шоу. 20 марта 2018 года было объявлено, что в сериал вернутся Кэти Бэйтс и Эван Питерс, а также исполнят главные роли наравне с Полсон. 4 апреля 2018 года было объявлено, что Джоан Коллинз присоединилась к сериалу в роли бабушки персонажа Эвана Питерса. 7 апреля 2018 года также было объявлено, что в шоу вернутся Адина Портер, Шайенн Джексон, Билли Айкнер и Лесли Гроссман, — актёры, снимавшиеся в «Культе». 18 мая 2018 года было объявлено, что Билли Лурд также вернётся в сериал.
17 июня 2018 года о своём возвращении с ролью Мэдисон Монтгомери из «Шабаша» объявила Эмма Робертс. Райан Мёрфи отметил, что остальные ведьмы из «Шабаша» также были приглашены повторно исполнить свои роли. В том же месяце он объявил, что пригласил в сериал Анжелику Хьюстон, тогда как Полсон подтвердила, что исполнит её роль Корделии Гуд из «Шабаша». 14 июля 2018 года было объявлено, что с гостевыми ролями в сезоне появятся Джеффри Бауэр-Чепман и Кайл Аллен. 26 июля 2018 года было объявлено, что Коди Ферн исполнит роль повзрослевшего Майкла Лэнгдона — Антихриста, родившегося во время сезона «Дом-убийца». Коди Ферн очень понравился фанатам

### Съёмки
Съёмочный процесс сезона начался в июне 2018 года.